# Bossanova
| Оценки критиков      | Оценки критиков |
| Источник             | Оценка          |
| -------------------- | --------------- |
| AllMusic             | [ 5 ]           |
| Blender              | [ 6 ]           |
| Chicago Tribune      | [ 7 ]           |
| Entertainment Weekly | A−              |
| Los Angeles Times    | [ 9 ]           |
| NME                  | 9/10            |
| Pitchfork Media      | 9.1/10          |
| Q                    | [ 11 ]          |
| Rolling Stone        | [ 12 ]          |
| The Village Voice    | A               |

Bossanova — третий студийный альбом американской альтернативной группы Pixies, выпущенный в августе 1990 года британским инди-лейблом 4AD.

## Об альбоме
В отличие от предыдущих дисков, весь оригинальный материал для альбома был написан единолично фронтменом Pixies Блэком Фрэнсисом, что говорит о его окончательном становлении в качестве единственного лидера группы. В звучании альбома заметно влияние сёрф-рока и спейс-рока, тематика также является «космической» — в песнях затрагиваются темы НЛО, пришельцев.
В США альбом был выпущен мейджор-лейблом Elektra Records; тем не менее, он достиг только 70-го места в хит-параде американского журнала Billboard. Значительно удачнее альбом продавался в Британии, достигнув 3-го места в национальном чарте. Две песни, «Dig for Fire» и «Velouria», были выпущены синглами.

## Список композиций
| №   | Название             | Длительность |
| --- | -------------------- | ------------ |
| 1.  | «Cecilia Ann»        | 2:05         |
| 2.  | «Rock Music»         | 1:52         |
| 3.  | «Velouria»           | 3:40         |
| 4.  | «Allison»            | 1:17         |
| 5.  | «Is She Weird»       | 3:01         |
| 6.  | «Ana»                | 2:09         |
| 7.  | «All Over the World» | 5:27         |
| 8.  | «Dig for Fire»       | 3:02         |
| 9.  | «Down to the Well»   | 2:29         |
| 10. | «The Happening»      | 4:19         |
| 11. | «Blown Away»         | 2:20         |
| 12. | «Hang Wire»          | 2:01         |
| 13. | «Stormy Weather»     | 3:26         |
| 14. | «Havalina»           | 2:33         |